# Johann von Lupfen

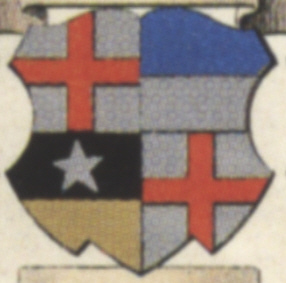
Wappen des Konstanzer Bischofs Johann von Lupfen

Johannes von Lupfen, auch Johann von Lupfen oder  Johann IV. Landgraf von Lupfen-Stühlingen, (* 19. Februar 1487 in Stühlingen; † 8. Mai 1551 in Engen) war Fürstbischof von Konstanz von 1532 bis 1538.

## Familie
Johannes von Lupfen stammte aus dem schwäbischen Adelsgeschlecht der Grafen von Lupfen. Er war der Sohn von Heinrich III. Landgraf von Stühlingen Herr zu Hewen & Engen und der Helena Gräfin Rappoltstein-Hohenack-Geroldseck.

## Leben
Ab 1503 war er Kanoniker am Konstanzer Dom. Um 1522 war er Domkustos, ab 1528 Propst von St. Stephan in Konstanz.
Am 3. Februar 1532 war Johann von Lupfen in der Pfarrkirche von Überlingen gegen den Kandidaten des Königs, den Domherrn Georg Sigmund von Hohenems, zum Bischof von Konstanz gewählt worden. Er folgte in diesem Amt dem nach dem Tod Balthasar Merklins kommissarisch amtierenden Hugo von Hohenlandenberg.
Er trat am 17. Juni 1537 von seinem Amt zurück und zog in seine Heimat Engen. Von 1548 bis 1550 war er wieder Propst von St. Stephan in Konstanz. Er wurde in der Engener Pfarrkirche beigesetzt.